# Postkutschenüberfall bei Blankenburg
Der Postkutschenüberfall bei Blankenburg war der letzte Überfall auf eine Postkutsche in Deutschland und ereignete sich 1826 bei Blankenburg am Harz.
Die Postkutsche führte einen Geldtransport durch, bei dem sowohl Münzgeld als auch Papiergeld transportiert wurde. Papiergeld war in dieser Zeit als Zahlungsmittel noch sehr selten. Es war so unbekannt, dass die Räuber wohl gar nicht erkannt hatten, dass es sich um Geld handelte, es liegen ließen und nur die Münzen mitnahmen.